# Neuraxis
Neuraxis ist eine kanadische Band aus Montreal in Québec. Das Quartett spielt eine Kombination aus Technical Death Metal und Melodic Death Metal. Neuraxis bezeichnet in der Medizin den axialen, ungepaarten Teil des zentralen Nervensystems im Gegensatz zu der gekoppelten zerebralen Hemisphäre.

## Bandgeschichte
Steve Henry (Urban Aliens, Empathy Denied, Idiotpathetics) gründete die Band 1994 in Montreal. Kurz darauf stießen Sänger Michel Brisebois, Bassist Yan Thiel (Exult) und der zweite Gitarrist Felipé Quinzaños hinzu. Die Band spielte anfangs eine Mischung aus Grindcore und Death Metal und setzte einen Drumcomputer anstelle eines echten Schlagzeugers ein.
Im Jahr 1995 wurde der Drumcomputer durch Mathieu Royal ersetzt. 1997 folgte das Debütalbum Imagery und einzelne Auftritte im Vorprogramm von Bands wie Borknagar, Dying Fetus oder Suffocation.
Nach diversen Besetzungsänderungen erschien 2001 das zweite Album A Passage To Forlorn. Es folgte eine Tour mit Cephalic Carnage durch Québec, Ontario und entlang der amerikanischen Ostküste.
Ende 2002 erschien Truth Beyond…. Nach kleinen Touren durch Europa und Kanada erschien im Juli 2005 Truth Imagery Passage, welches alle drei bisherigen Alben und ein paar Bonustracks auf einer Doppel-CD beinhaltete. Im gleichen Jahr erschien auch das Album Trilateral Progression.
2007 kam es zur Domination-Tour zusammen mit Rotting Christ, Incantation und Malevolent Creation. Das Live-Album Live-Progression wurde im Anschluss veröffentlicht.
Am 22. Juli 2008 erschien das Album The Thin Line Between.
Die anschließende Montreal Assault-Tour absolvierte man zusammen mit Despised Icon (mit Ex-Neuraxis-Schlagzeuger Alex Erian als Sänger), Beneath the Massacre, Carnifex und Plasmarifle (mit Ex-Neuraxis-Sänger Maynard Moore).
Am 15. Februar 2011 wurde das sechste Studioalbum Asylon veröffentlicht. Es wurde von Chris Donaldson, der zusammen mit Bassist Olivier Pinard bei (Cryptopsy) spielt, produziert.

## Diskografie
Studioalben
- Imagery (LP 1997, Neoblast Records)
- A Passage into Forlorn (LP 2001, Neoblast Records)
- Truth Beyond… (LP 2002, Neoblast / Galy Records)
- Trilateral Progression (LP 2005, Willowtip Records)
- The Thin Line Between (LP 2008, Prosthetic Records)
- Asylon (LP 2011, Prosthetic Records)

Demos
- In Silence (Demo 1999)
- Virtuosity (Demo 1999)

Livealben, Kompilationen und sonstige Veröffentlichungen
- Truth Imagery Passage (Best of/Compilation 2005, Earache Records)
- Live Progression (Live 2007, Galy Records)